# ATC kod D03
ATC kod D03 Preparati za treatman rana i čireva su terapeutska podgrupa sistema za anatomsko terapeutsko hemijsku klasifikaciju. Ovaj sistem alfanumeričkih kodova je razvio  za klasifikaciju lekova i drugih medicinskih proizvoda.  Podgrupa D03 je deo anatomske grupe D Koža i potkožno tkivo.

Kodovi za veterinarsku upotrebu (ATCvet kodovi) se mogu formirati stavljanjem slova Q ispred humanih ATC kodova: QD03... ATCvet kodovi bez odgovarajućeg humanog ATC koda su navedeni sa vodećim Q na sledećoj listi.
Nacionalna izdanja ATC klasifikacije mogu da obuhvataju dodatne kodove koji nisu prisutni na ovoj listi.

## D03ACikatrizanti

### D03AX Drugi cikatrizanti
D03AX01 Jodični kadeksomer
D03AX02 Dekstranomer
D03AX03 Dekspantenol
D03AX04 Kalcijum pantotenat
D03AX05 Hialuronska kiselina
D03AX06 Bekaplermin
D03AX09 Krilanomer
D03AX10 Enoksolon
D03AX11 Tetrahlorodekaoksid
QD03AX90 Ketanserin

## D03B Enzimi

### D03BA Proteolitički enzimi
D03BA01 Tripsin
D03BA02 Klostridiopeptidaza
D03BA52 Klostridiopeptidaza, kombinacije